# Horizon Zero Dawn
Horizon Zero Dawn is een actierollenspel ontwikkeld door Guerrilla Games. Het spel wordt uitgegeven door Sony Interactive Entertainment en is in Europa op 1 maart 2017 uitgekomen voor de PlayStation 4.
Op 7 november 2017 kwam de Frozen Wilds-uitbreiding uit.
Op 11 juni 2020 werd tijdens de Playstation presentatie het vervolg aangekondigd, Horizon Forbidden West.

## Verhaal
In Horizon Zero Dawn speelt de speler als de jager Aloy (Ashly Burch) in een post-apocalyptische wereld rond het jaar 3000. De mensheid heeft zich teruggetrokken in primitieve stammen en de aarde wordt dan beheerst door gemechaniseerde wezens. Aloy heeft onderdelen van de overige wezens nodig om te overleven en gebruikt voornamelijk haar pijl-en-boog om deze te verkrijgen.

## Cast
| Acteur             | Personage            |
| ------------------ | -------------------- |
| Ashly Burch        | Aloy/Elizabet Sobeck |
| JB Blanc           | Rost                 |
| Nicolette McKenzie | Teersa               |
| John Hopkins       | Erend                |
| Crispin Freeman    | Helis                |
| Lance Reddick      | Sylens               |
| Josh Keaton        | Avad                 |
| Joplin Sibtain     | Olin                 |
| Adjoa Andoh        | Sona                 |
| John MacMillan     | Varl                 |
| Lloyd Owen         | Ted Faro             |
| Lesley Ewen        | GAIA                 |
| John Gonzalez      | HADES                |

## Ontvangst
| Geaggregeerde scores |        |
| Aggregeerder         | Score  |
| GameRankings         | 88,90% |
| Metacritic           | 89/100 |
| IGN                  | 9,3/10 |
| Reviews scores       |        |
| Uitgave              | Score  |
| FOK!                 | 10/10  |
| Gamer.nl             | 9,5/10 |
| Tweakers             | 9,5/10 |
| Power Unlimited      | 92/100 |